# Station Île-des-Sœurs
Ne doit pas être confondu avec Station-service de l'Île-des-Sœurs.
La station Île-des-Sœurs est une station du Réseau express métropolitain (REM) de la Région métropolitaine de Montréal. Elle est située au centre de l'autoroute 10 dans le quartier de l'Île-des-Sœurs, arrondissement de Verdun de la ville de Montréal, au Québec. Elle dessert notamment le Campus Bell.
La station est ouverte le 29 juillet 2023, lors de la mise en service de la première section du REM.

## Situation sur le réseau

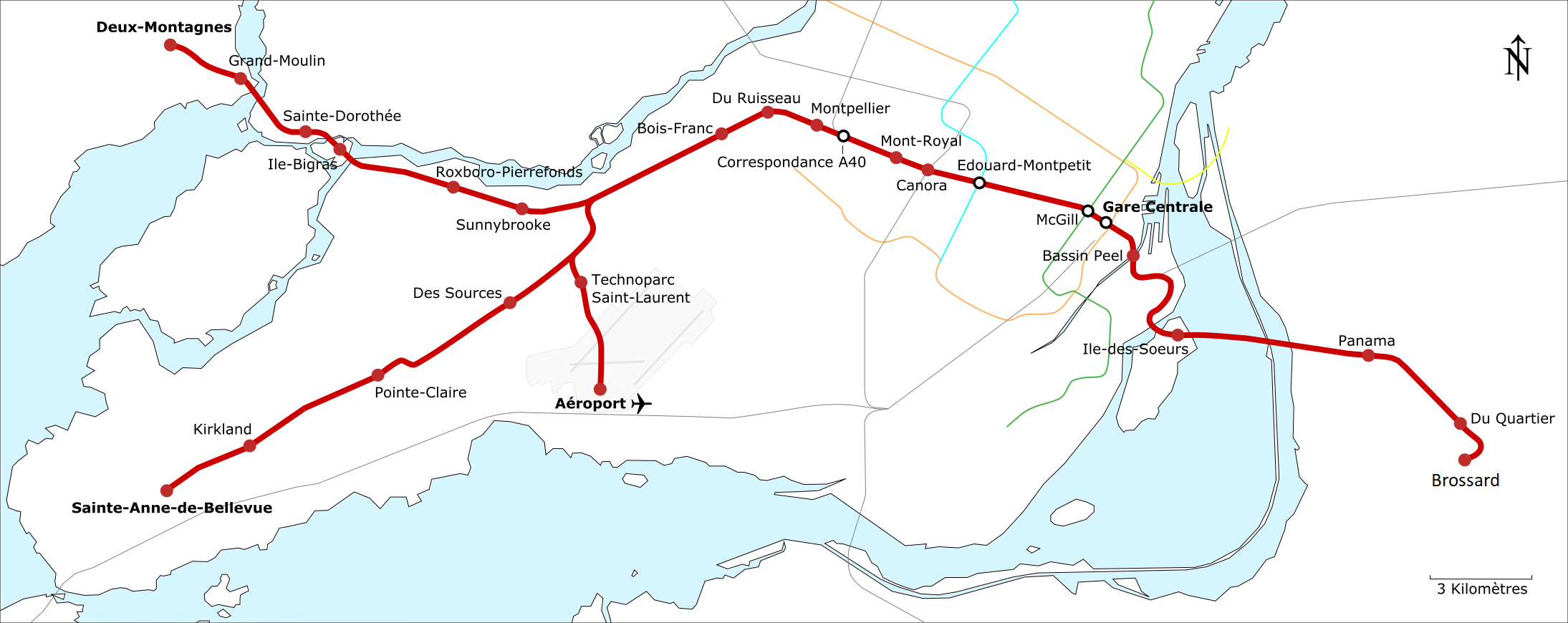
Plan du réseau express métropolitain (version du 2 août 2023).

Établie en surface, la station Île-des-Sœurs est située sur le tronçon principal de la ligne du Réseau express métropolitain, entre la station Panama, en direction du terminus est station Brossard, et la station incluse dans la station Gare centrale, terminus ouest provisoire.

## Histoire
Alors que le pont Champlain, construit en 1962, qui traverse le fleuve Saint-Laurent de Montréal à Brossard, est vieillissant, le 5 octobre 2011, le ministre fédéral des Transports, Denis Lebel, a annoncé que le pont existant serait entièrement remplacé. Lorsque le remplacement du pont a été annoncé, le gouvernement fédéral a demandé au ministère des Transports du Québec de décider le meilleur mode de transport sur le nouveau pont. Le 19 avril 2013, Québec annonce favoriser un SLR, mais le changement de gouvernement, l'année suivante, remet ce choix en question. Les travaux de remplacement du pont Champlain ont débuté le 19 juin 2015.
Le 22 avril 2016, le maire de Montréal, Denis Coderre, et le PDG de la CDPQ, Michael Sabia, annoncent un mégaprojet de SLR nommé Réseau électrique métropolitain (REM) Le « Réseau électrique métropolitain » a été changé en « Réseau express métropolitain (REM) » à mi-chemin de la conception, et la construction a commencé le 12 avril 2018.
La construction du REM a nécessité la mise en place de trois structures à l'Île-des-Sœurs : le pont du chenal de l'Île-des-Sœurs, une structure aérienne, et la station Île-des-Sœurs au milieu de l'autoroute. Le pont du chenal de l'Île-des-Sœurs mesure 230 mètres de long et a été construit pour s'intégrer au fleuve et au paysage urbain environnant. La structure aérienne qui relie le pont à la station comprend un total de 14 piliers et passe au-dessus des voies de l'autoroute en direction de Montréal. La structure aérienne est construite en béton armé et d'acier, et a été réalisée en installant des structures préfabriquées. Étant donné que la station est situé au milieu de l'autoroute, l'espace est donc restreint et la station a été construite avec un quai central.
En 2019, les travaux de fondation de la station et des colonnes de la structure aérienne ont commencé, et en 2020, les colonnes et les poutres ont été installés, et les fondations de la station, les dalles de béton et la structure métallique ont été posées. En novembre 2020, la construction du tablier du pont ferroviaire était presque achevée, les dernières colonnes et le tablier avaient été placés sur la structure aérienne et la station était en cours de construction. En 2021, la pose des voies, de la caténaire et des systèmes électriques associées a véritablement commencé, et la structure d'acier, enveloppe et aménagement intérieur, ont été construits, tout comme le rond-point et les installations d'un débarcadère au sud de la station. À la fin de 2022, la plupart des travaux dans la station et sur les voies étaient terminés, et la ligne a été alimentée vers le centre-ville. Les essais sur la ligne électrifiée ont commencé en juillet 2022.
Depuis la fin du mois d'avril 2023, de nombreuses plaintes ont été déposées concernant le bruit des trains passant à proximité de la station et l'aménagement d'un mur antibruit a été réclamé par les résidents. De son côté, CDPQ Infra, la filiale derrière le REM, assure chercher des solutions, en étudiant une « solution logicielle » pour réduire le bruit provenant de l'intérieur de ses wagons. CDPQ Infra a souligné que le sifflement que certains usagers ont dénoncé devrait être corrigé entièrement quelques semaines après l'ouverture. Après des retards de construction, le Réseau express métropolitain a ouvert ses portes le 29 juillet 2023, avec la mise en service payante commençant le 31 juillet.
Depuis la mise en service du REM le 31 juillet 2023, tous les parcours de la STM sur l'Île-des-Sœurs ont été redessinés pour passer par la nouvelle station du REM. Deux lignes de bus ont été créées et deux ont été bonifiées.

## Service aux voyageurs

### Accueil
L'accès se fait par le boulevard René-Lévesque, au nord, et par la rue du pont Champlain, au sud, puis via un passage souterrain piéton sous l'autoroute. La station est aménagée avec une place publique afin de faciliter son accès. Le passage souterrain sous la station permet également de mieux connecter le nord et le sud de la station. Elle est également reliée aux pistes cyclables du boulevard René-Lévesque et de la rue du Pont Champlain..
L'entrée, des distributrices de titres, des supports à vélo sont situés au rez-de-chaussée, et les quais latéraux sont situés au même niveau de l'autoroute. L'édicule et les quais de la station sont accessibles aux fauteuils roulant au moyen d'ascenseurs.

### Desserte
La station Île-des-Sœurs est ouverte 20 heures par jour, 7 jours sur 7. Le premier départ en direction de la Gare centrale est à 5 h 41 tous les jours, et le dernier départ en direction de la Gare centrale est à 0 h 59 en semaine, 1 h 26 la nuit du samedi au dimanche et 0 h 56 la nuit du dimanche au lundi. Le premier départ en direction de Brossard est à 5 h 43 tous les jours, et le dernier départ en direction de Brossard est à 1 h 17 toutes les nuits, sauf la nuit du samedi au dimanche à 1 h 47.
La fréquence de passage est présentement toutes les 3 minutes et 45 secondes aux heures de pointe, et toutes les 7 minutes et 30 secondes hors pointe et en fin de semaine. La fréquence des trains évoluera de façon progressive, selon l'achalandage et la mise en service complète du réseau.

### Intermodalité
Un total de 60 espaces pour vélos sont disponibles près des accès nord et sud du passage piéton menant à la station. Aucun stationnement, pour les véhicules, n'est disponible à cette station, mais des espaces sont réservés pour déposer ou récupérer une personne dans le débarcadère situé du côté sud de la station.
Trois quais d'autobus sont aménagés au sud de la station, et des arrêts d'autobus sur rue sont situés au nord de la station, sur le boulevard René-Lévesque. Les lignes 12 Île-des-Sœurs 168 Cité-du-Havre et 872 Île-des-Soeurs desservent les arrêts au nord de la station, et la 172 Du Golf au deuxième quai le plus à l'ouest du côté sud de la station, et la 176 Berlioz au quai le plus à l'ouest du côté sud. Un quai pour le transport adapté est situé dans le débarcadère au sud de la station, ainsi que des espaces pour les taxis. Aucun autobus de nuit n'est proposé à cette station.
La station dispose trois quais d'autobus au sud de l'édicule ainsi que des arrêts sur rue au nord de l'édicule. À partir du 8 janvier 2024, elle est desservie par les lignes : 12, 168, 172, 176 et 872 : la ligne 12 Île-des-Sœurs conserve un lien vers la station de métro De l'Église. Le trajet est prolongé pour desservir l'extrémité de la Pointe-Sud et un arrêt à proximité de cette station sera ajouté, au nord de la station. La 12 est en service tous les jours entre 5h30 et 23h ; la 168 Cité-du-Havre est modifiée afin d'offrir un accès au nord de la station et le trajet est prolongé jusque dans l'extrémité de la Pointe-Sud. De plus, le service est offert dans les deux directions sur Berlioz. Elle est en service tous les jours de 5h à 1h ; la ligne 172 Du Golf offre un accès direct au REM en semaine avec des passages aux 10 minutes aux heures de pointe et aux 20 minutes en dehors des heures de pointe. Elle est en service en semaine de 5h à 1h30 ; et la ligne 176 Berlioz offre également un accès direct au REM en semaine. Elle est en service du lundi au vendredi de 5h à 1h30 avec des passages aux 8 à 10 minutes en heures de pointe, puis aux 20 minutes pour le reste de la journée ; La ligne 872 Île Des Soeurs relie les stations McGill et Square-Victoria-OACI avec le secteur du Golf / Marguerite-Bourgeois de L'île-des-Soeurs. Le temps de trajet de cette ligne est d environ de 30 minutes.

## À proximité
- Campus Bell
- Place du Commerce